# El Sotillo
El Sotillo – gmina w Hiszpanii, w prowincji Guadalajara, w Kastylii-La Mancha, o powierzchni 24,25 km². W 2011 roku gmina liczyła 50 mieszkańców.